# Il a suffi que maman s'en aille...
Pour plus de détails, voir Fiche technique et Distribution.
Il a suffi que maman s'en aille… est un film français réalisé par René Féret, sorti en 2007.

## Synopsis
Olivier, très occupé par son travail ne s'est pas aperçu que sa femme prenait de plus en plus le large. Jusqu'à ce qu'elle parte vivre chez un autre homme. Dès lors, Olivier ne sait plus quoi faire ... Il est désemparé, et très énervé. Mais, l'ancien couple avait une fille nommée Léa. Et, Olivier va demander sa garde ... Heureusement, le juge décidera de la laisser vivre dans la maison avec le père, à cause de ses habitudes avec son lit, et son gros ours ! Leur amour va grandir le long de leur cohabitation ...

## Fiche technique
- Titre français : Il a suffi que maman s'en aille…
- Réalisation : René Féret
- Scénario : René Féret
- Photographie : Stephan Massis
- Musique :
  - Leoš Janáček
  - Antonio Vivaldi
- Montage : Fabienne Camara
- Mixage : Emmanuel Croset
- Pays d'origine :  France
- Date de sortie :
- France : 14 février 2007

## Distribution
- Jean-François Stévenin : Olivier
- Marie Féret : Léa
- Charlotte Duval : Laurence
- Vanessa Dane : Delphine
- Salomé Stévenin : Marie
- Julien Féret : l'infirmier
- Jacques Bonnaffé : un ami d'Olivier
- Sonja Saurin :